# Ефтим Аврамов
Ефтим Танев (Тренев) Аврамов или Аврамоски е български революционер, деец на Вътрешната македоно-одринска революционна организация.

## Биография
Ефтим Аврамов е роден около 1863 година в охридското село Куратица, тогава в Османската империя, днес в Северна Македония. Присъединява се към ВМОРО заедно с братята Найде, Ламбе и Видан. Издържа се като отваря собствен дюкян в селото. Синът му Миле е убит от албанци след края на Втората световна война и оставя трима синове, част от наследниците на които емигрират в Австралия. Ефтим Аврамов умира в родното си село след 1948 година.